# ドゥアイ・リームズ聖書
ドゥアイ・リームズ聖書（ドゥアイ・リームズせいしょ、Douay–Rheims Bible [発音記号/ˈduː.eɪ riːmz ˈbaɪ.bəl/]、ドゥエ・ランス聖書、またはドゥエ聖書とも表記）は、カトリックの英訳聖書である。英国が聖公会を結成し大部分がそれに改宗すると、そこから逃れてきたカトリック聖職者たちによってスペイン領フランスのドゥエ大学にて、ラテン語ウルガタ訳から英語に翻訳された。

## 歴史
新約部分は1582年にフランスのランスで出版され、注釈や解説と共に1巻に収まっていた。旧約部分は、その30年後にドゥエ大学によって、計2巻の形で出版された。創世記をカバーする第一巻は1609年に発刊され、詩編からマカバイ記（ウルガタ訳）までをカバーする第二巻は1610年に発刊された。新約部分は1600年、1621年、1633年に改訂再版され、旧約部分は1635年に改訂され、その後、100年間、改訂は行われなかった。1589年、ウィリアム・フルク（ファルクとも）はランス・ドゥエ版新約聖書とプロテスタントの主教聖書を並置し、さらにそれにカトリックを批判する注釈を付けたものを出版した。ウィリアム版のランス聖書は、17世紀の英語の発達に意義深い影響を与えた。

## 関連リンク
Douay-Rheims Bible + Challoner Notes